# Cirópolis

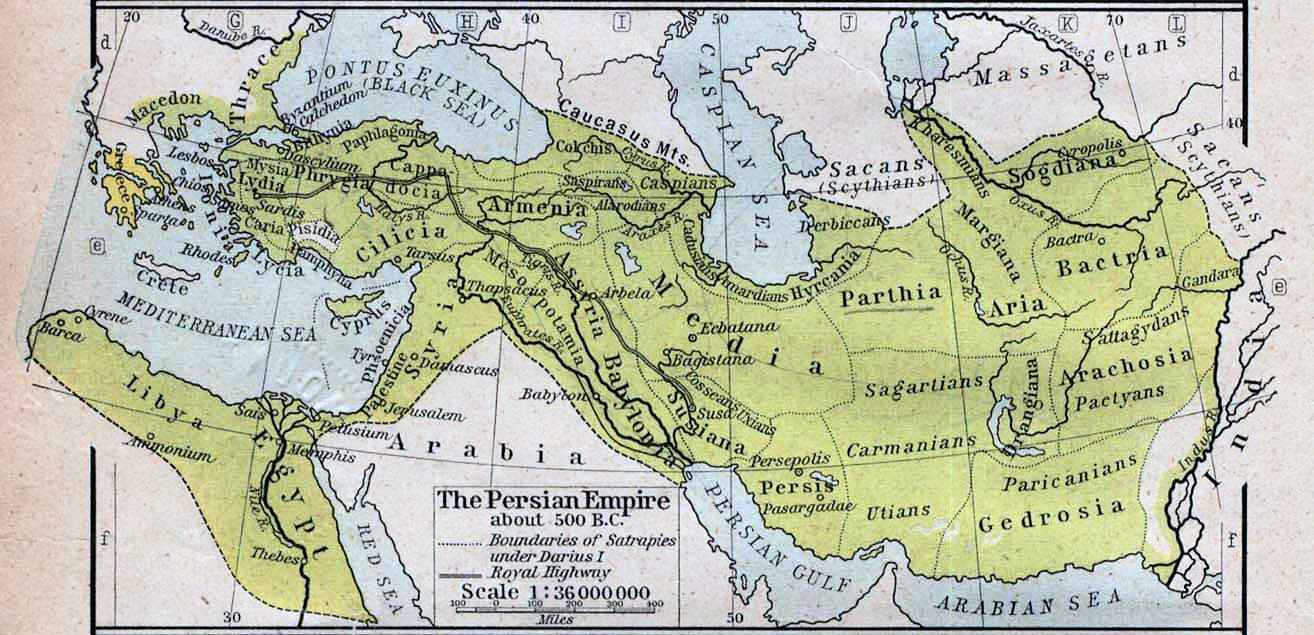
Mapa del Imperio aqueménida que muestra la ubicación de Cirópolis en Sogdiana.

Cyreschata (persa antiguo: Kuruškaθa), más conocida por su nombre en latín Cirópolis (Griego: Κύρου πόλις, Kyroúpolis), ambos significan "Ciudad de Ciro", fue una antigua ciudad fundada por Ciro II el Grande para marcar la frontera noreste de su Imperio aqueménida.

## Ubicación
La ubicación real de esta antigua ciudad es actualmente indeterminada. Se especula que Alejandro Magno pudo haber establecido su propia ciudad de guardia de Alejandría Escate en el mismo lugar, cambiando simplemente el nombre de la ciudad aqueménida a Cirópolis. Los sitios potenciales incluyen la ciudad medieval y moderna de Juyand en el norte de Tayikistán; Yizaj sobre el río Jaxartes; y Ura-Tyube, la actual ciudad de Istaravshan.
Aunque algunos eruditos han asociado Cirópolis con el sitio de Istaravshan, la actual Kurkath, cerca de Syr Darya, parece actualmente el sitio potencial más convincente debido en parte al hecho de que su ubicación se ajusta más a los informes antiguos. Sin embargo, hasta la fecha no ha habido evidencia arqueológica que resuelva la cuestión. Aunque Mug Tepe, la ciudadela de Ura-Tyube en Istaravshan, contiene estratos que datan del siglo IV a. C., el antiguo sitio de Shirin en Kurkath no ha sido investigado a fondo hasta la fecha, a pesar de que las conocidas criptas funerarias de Shirin pertenecen a una época posterior.

## Historia
Cirópolis y la región a su alrededor se utilizaron como una especie de región de contención para las poblaciones griegas que se rebelaron contra Persia, siendo reasentadas allí desde sus países de origen alrededor de la costa de lo que hoy es Turquía, una región colonizada en gran parte por griegos en los mil años anteriores a su conquista por Persia bajo Jerjes y sus sucesores. En la época del conflicto con Alejandro Magno, tenía una gran población y cultura griega.
Cirópolis era la mayor de las siete ciudades de la región que Alejandro Magno pretendía conquistar en el año 329 a. C. Su objetivo era la conquista de Sogdiana. Alejandro envió primero a Crátero a Cirópolis, la mayor de las ciudades que defendían a Sogdiana contra las fuerzas de Alejandro. Las instrucciones de Crátero fueron "tomar una posición cerca de la ciudad, rodearla con una zanja y una empalizada, y luego montar las máquinas de asedio que pudieran adaptarse a sus propósitos..." La idea era mantener a los habitantes concentrados en sus propias defensas y para evitar que envíen ayuda a las otras ciudades. Partiendo de Gazza, Alejandro pasó a conquistar las demás ciudades de los alrededores. Cinco de las siete ciudades fueron tomadas en dos días. Muchos de los habitantes fueron asesinados. Alejandro llegó entonces a Cirópolis, que era la ciudad mejor fortificada y tenía la mayor población. También tenía fama de ser los mejores luchadores de la región.
Alejandro logró derribar las defensas de Cirópolis utilizando las máquinas de asedio. Durante el bombardeo, dio la orden a algunas de sus tropas de infiltrarse a través de un cauce de agua seco que pasaba por debajo de la muralla de la ciudad. El propio Alejandro se unió a esta misión y una vez dentro, abrió la puerta de la ciudad para permitir el ingreso de su fuerza atacante. Una vez que los habitantes se percataron de que la ciudad había sido tomada, se lanzaron violentamente contra los atacantes. Alejandro recibió un fuerte golpe en la cabeza y el cuello por una piedra que cayó sobre él, mientras que Crátero resultó herido por una flecha. Sin embargo, los defensores fueron rechazados. Según Flavio Arriano, el número de defensores ascendía a unos 15.000 combatientes, de los cuales 8.000 murieron en la primera fase de la operación. Al parecer, el resto buscó refugio en la fortaleza central de la ciudad, pero se rindió al cabo de un día debido a la falta de agua.
Los relatos de cómo se desarrolló la batalla difieren entre los autores. Arriano cita a Claudio Ptolomeo diciendo que Cirópolis se rindió desde el principio, y Arriano también afirma que, según Aristóbulo, el lugar fue asaltado y todos fueron masacrados.